# Plumularia camarata
Plumularia camarata is een hydroïdpoliep uit de familie Plumulariidae. De poliep komt uit het geslacht Plumularia. Plumularia camarata werd in 1927 voor het eerst wetenschappelijk beschreven door Nutting. 